# Ковачево (Старозагорская область)
Ковачево (болг. Ковачево) — село в Болгарии. Находится в Старозагорской области, входит в общину Раднево. Население составляет 552 человека.

## Политическая ситуация
В местном кметстве Ковачево, в состав которого входит Ковачево, должность кмета (старосты) исполняет Иван Бинев Стоянов (Болгарская социалистическая партия (БСП)) по результатам выборов правления кметства.
Кмет (мэр) общины Раднево — Нончо Драгиев Воденичаров (инициативный комитет) по результатам выборов в правление общины.